# Momentos Vol.2
Momentos Vol.2 é o oitavo álbum da cantora evangélica Marina de Oliveira, lançado em 1995.
O disco se destaca por uma grande variedade de compositores e músicos convidados. Tocam, neste disco, todos os integrantes da banda Rebanhão (com o produtor Pedro Braconnot), músicos da Banda & Voz (com o produtor Natan Brito), além de vários outros instrumentistas e produtores, como Jairinho Manhães, Ernani Maldonado, Tuca Nascimento e Marcelo Nascimento.
O álbum foi lançado nos formatos vinil, cassete e CD no mês de dezembro de 1995, e teve que ser dividido em dois volumes, devido a quantidade de  canções que Marina recebeu para gravar, e por gostar de tantas músicas, o repertório cresceu de tal forma a um disco somente não comportar. [carece de fontes?] Neste volume, cerca de noventa porcento do repertório é de composição nacional, tendo somente uma canção tradicional da harpa-cristã com uma nova roupagem criada pela cantora, e uma versão de uma canção norte-americana que fecha o álbum.
Em 2015, foi considerado, por vários historiadores, músicos e jornalistas, como o 52º maior álbum da música cristã brasileira, em uma publicação dirigida pelo portal Super Gospel. Em 2018, foi considerado o 34º melhor álbum da década de 1990, de acordo com lista publicada pelo mesmo portal.

## Faixas
1. Coroai: (Justus Henry Nelson) - 3:47
2. Não Desista do Seu Sonho: (Marina de Oliveira) - 4:10
3. Teu Povo Te Louva: (Edilson Maia) - 4:01
4. Estrondo no Céu: (Marcos Nascimento) - 2:58
5. Duas Vidas: (Paulo Silva) - 3:57
6. O Consolador: (Marina de Oliveira) - 4:40
7. Nome de Força: (Cassiane e Jairinho Manhães) - 2:33
8. Bandeira da Paz: (Samuel Ácimo)  3:45
9. E com Deus a Gente Vai: (Elizeu Gomes) - 2:27
10. Temei a Deus: (Paulo Madureira) - 3:12
11. Celebrate The Lord: (Ernani Maldonado e Marina de Oliveira) - 4:11
12. Toma Tua Cruz: (Steve Milikan, Joan Joannson e Ray Boltz) - 6:05

## Ficha Técnica
- Gravado no HYT estúdios de março até outubro de 1995
- Técnico de Gravação: Ernani Maldonado
- Auxiliar Técnico: Bene Maldonado
- Técnico de Mixagem: Ernani Maldonado
- Masterização: Toney Fontes
- Produção e Arranjos: Alexandre Massena, Natan Brito, Jairinho Manhães, Pedro Braconnot e Ernani Maldonado
- Back-Vocal: Roberta, Valéria, Marquinhos, Edilson Maia, Jolce Amaro, Marco Brito, Emília Brito, Plena Paz e Marina de Oliveira
- Teclados: Alexandre Massena, Jolce Brito, Tutuca Borba, Jorge Aguiar, Jairinho Manhães, Pedro Braconnot, Ernani Maldonado e Marcos Valério
- Baterias: Sidnei Amaro e Wagner Carvalho
- Guitarra: Marcos Brito, Franz Júnior e Pablo Chies
- Baixo: Isma Ciriaco, Rogério dy Castro e Marcelo Nascimento
- Acordeon: Agostinho Silva
- Violas e Violões: Tuca Nascimento
- Cavaquinho: Julinho
- Pifarito: Jairinho Manhães
- Criação de Capa: Marina de Oliveira
- Arte Finalização: Lílian de Andrade
- Fotos: Dario Zali

## Clipes
- Coroai (Imperator)
- Não Desista do Seu Sonho